# Osladolike
Osladolike (lat. Polypodiales), biljni red u razredu Polypodiopsida ili papratnica. Sastoji se od 26  porodica s preko 9700 vrsta.
I red i porodica Polypodiaceae dobili su ime po rodu oslad (Polypodium).

## Porodice
1. Ordo Polypodiales Link
  1. Familia Saccolomataceae Doweld (21 spp.)
    1. Saccoloma Kaulf. (12 spp.)
    2. Orthiopteris Copel. (9 spp.)

  2. Familia Cystodiaceae J. R. Croft (1 sp.)
    1. Cystodium J. Sm. (1 sp.)

  3. Familia Lonchitidaceae C. Presl ex M. R. Schomb. (2 spp.)
    1. Lonchitis L. (2 spp.)

  4. Familia Lindsaeaceae C. Presl (250 spp.)
    1. Sphenomeris Maxon (3 spp.)
    2. Odontosoria (C. Presl) Fée (35 spp.)
    3. Nesolindsaea Lehtonen & Christenh. (2 spp.)
    4. Osmolindsaea (K. U. Kramer) Lehtonen & Christenh. (7 spp.)
    5. Tapeinidium (C. Presl) C. Chr. (19 spp.)
    6. Xyropteris K. U. Kramer (1 sp.)
    7. Lindsaea Dryand. (183 spp.)
    8. ×Lindsaeosoria W. H. Wagner (0 sp.)

  5. Familia Pteridaceae E. D. M. Kirchn. (1380 spp.)
    1. Subfamilia Parkerioideae Burnett
      1. Acrostichum L. (3 spp.)
      2. Ceratopteris Brongn. (8 spp.)

    2. Subfamilia Cryptogrammoideae S. Linds.
      1. Coniogramme Fée (26 spp.)
      2. Cryptogramma R. Br. (8 spp.)
      3. Llavea Lag. (1 sp.)

    3. Subfamilia Pteridoideae C. Chr. ex Crabbe, Jermy & Mickel
      1. Taenitis Willd. ex Spreng. (16 spp.)
      2. Pterozonium Fée (14 spp.)
      3. Jamesonia Hook. & Grev. (62 spp.)
      4. Tryonia Schuettp., J. Prado & A. T. Cochran (5 spp.)
      5. Pteris L. (339 spp.)
      6. Actiniopteris Link (5 spp.)
      7. Onychium Kaulf. (10 spp.)
      8. Cosentinia Tod. (1 sp.)
      9. Gastoniella Li Bing Zhang & Liang Zhang (3 spp.)
      10. Anogramma Link (3 spp.)
      11. Pityrogramma Link (24 spp.)
      12. Cerosora Baker ex Domin (4 spp.)
      13. Austrogramme E. Fourn. (6 spp.)
      14. Syngramma J. Sm. (16 spp.)

    4. Subfamilia Vittarioideae (C. Presl) Crabbe, Jermy & Mickel
      1. Adiantum L. (233 spp.)
      2. Rheopteris Alston (1 sp.)
      3. Vaginularia Fée (6 spp.)
      4. Hecistopteris J. Sm. (3 spp.)
      5. Radiovittaria (Benedict) E. H. Crane (10 spp.)
      6. Haplopteris C. Presl (41 spp.)
      7. Antrophyopsis (Benedict) Schuettp. (4 spp.)
      8. Antrophyum Kaulf. (33 spp.)
      9. Polytaenium Desv. (13 spp.)
      10. Scoliosorus T. Moore (1 sp.)
      11. Ananthacorus Underw. & Maxon (1 sp.)
      12. Vittaria J. E. Sm. (7 spp.)

    5. Subfamilia Cheilanthoideae Horvath
      1. Calciphilopteris Yesilyurt & H. Schneid. (4 spp.)
      2. Baja Windham & L. O. George (1 sp.)
      3. Bommeria E. Fourn. (5 spp.)
      4. Cheilanthes p. p. (skinneri clade) (3 spp.)
      5. Myriopteris Fée (42 spp.)
      6. Pellaea Link (50 spp.)
      7. Paragymnopteris K. H. Shing (6 spp.)
      8. Astrolepis D. M. Benham & Windham (8 spp.)
      9. Argyrochosma (J. Sm.) Windham (19 spp.)
      10. Mildella Trevis. (2 spp.)
      11. Cheilanthes p. p. (1 sp.)
      12. Notholaena R. Br. (34 spp.)
      13. Mineirella Ponce & Scataglini (4 spp.)
      14. Cheiloplecton Fée (1 sp.)
      15. Pentagramma Yatsk., Windham & E. Wollenw. (6 spp.)
      16. Aleuritopteris Fée (44 spp.)
      17. Oeosporangium Vis. (28 spp.)
      18. Cheilanthes Sw. (59 spp.)
      19. Cheilanthes sensu lato (26 spp.)
      20. Mickelopteris Fraser-Jenk. (1 sp.)
      21. Hemionitis L. (6 spp.)
      22. Doryopteris p. p. (7 spp.)
      23. Gaga Pryer, Fay W. Li & Windham (19 spp.)
      24. Aspidotis (Nutt. ex Hook.) Copel. (4 spp.)
      25. Trachypteris André (4 spp.)
      26. Adiantopsis Fée (34 spp.)
      27. Doryopteris s. lat. (11 spp.)
      28. Doryopteris J. Sm. (23 spp.)
      29. Lytoneuron (Klotzsch) Yesilyurt (16 spp.)
      30. Ormopteris J. Sm. (5 spp.)

  6. Familia Dennstaedtiaceae Lotsy (238 spp.)
    1. Microlepia C. Presl (52 spp.)
    2. Dennstaedtia T. Moore (59 spp.)
    3. Oenotrichia Copel. (2 spp.)
    4. Leptolepia Mett. ex Kuhn (1 sp.)
    5. Monachosorum Kunze (4 spp.)
    6. Paesia A. St.-Hil. (12 spp.)
    7. Hiya H. Shang (4 spp.)
    8. Pteridium Gled. ex Scop. (4 spp.)
    9. Hypolepis Bernh. (69 spp.)
    10. Blotiella R. M. Tryon (20 spp.)
    11. Histiopteris (J. Agardh) J. Sm. (11 spp.)

  7. Familia Cystopteridaceae (Payer) Shmakov (37 spp.)
    1. Cystopteris Bernh. (25 spp.)
    2. Acystopteris Nakai (3 spp.)
    3. Gymnocarpium Newman (9 spp.)
    4. ×Cystocarpium Fraser-Jenk. (0 sp.)

  8. Familia Diplaziopsidaceae X. C. Zhang & Christenh. (4 spp.)
    1. Diplaziopsis C. Chr. (3 spp.)
    2. Homalosorus Small ex Pic. Serm. (1 sp.)

  9. Familia Desmophlebiaceae Mynssen, A. Vasco, Sylvestre, R. C. Moran & Rouhan (2 spp.)
    1. Desmophlebium Mynssen, A. Vasco, Sylvestre, R. C. Moran & Rouhan (2 spp.)

  10. Familia Hemidictyaceae Christenh. & H. Schneid. (1 sp.)
    1. Hemidictyum C. Presl (1 sp.)

  11. Familia Aspleniaceae Newman (828 spp.)
    1. Asplenium L. (765 spp.)
    2. Hymenasplenium Hayata (63 spp.)

  12. Familia Rhachidosoraceae X. C. Zhang (8 spp.)
    1. Rhachidosorus Ching (8 spp.)

  13. Familia Thelypteridaceae Ching ex Pic. Serm. (1181 spp.)
    1. Subfamilia Phegopteridoideae Salino, A. R. Sm. & T. E. Almeida
      1. Macrothelypteris (H. Itô) Ching (9 spp.)
      2. Phegopteris (C. Presl) Fée (7 spp.)
      3. Pseudophegopteris Ching (26 spp.)

    2. Subfamilia Thelypteridoideae C. F. Reed
      1. Thelypteris Schmidel (2 spp.)
      2. Coryphopteris Holttum (70 spp.)
      3. Metathelypteris (H. Itô) Ching (17 spp.)
      4. Amauropelta Kunze (236 spp.)
      5. Oreopteris Holub (3 spp.)
      6. Steiropteris (C. Chr.) Pic. Serm. (28 spp.)
      7. Hoiokula S.E. Fawc. & A.R. Sm. (2 spp.)
      8. Cyclogramma Tagawa (9 spp.)
      9. Stegnogramma Blume (7 spp.)
      10. Leptogramma J. Sm. (29 spp.)
      11. Ampelopteris Kunze (1 sp.)
      12. Cyclosorus Link (3 spp.)
      13. Mesophlebion Holttum (17 spp.)
      14. Meniscium Schreb. (25 spp.)
      15. Goniopteris C. Presl (137 spp.)
      16. Pakau S.E. Fawc. & A.R. Sm. (1 sp.)
      17. Menisorus Alston (6 spp.)
      18. Pelazoneuron (Holttum) A.R. Sm. & S.E. Fawc. (19 spp.)
      19. Glaphyropteridopsis Ching (11 spp.)
      20. Mesopteris Ching (6 spp.)
      21. Grypothrix (Holttum) S.E. Fawc. & A.R. Sm. (13 spp.)
      22. ×Chrinephrium Nakaike (0 sp.)
      23. Menisciopsis (Holttum) S.E. Fawc. & A.R. Sm. (7 spp.)
      24. Chingia Holttum (25 spp.)
      25. Plesioneuron (Holttum) Holttum (60 spp.)
      26. Strophocaulon S.E. Fawc. & A.R. Sm. (2 spp.)
      27. Amblovenatum J. P. Roux (7 spp.)
      28. Abacopteris Fée (14 spp.)
      29. ×Chrismatopteris Quansah & D. S. Edwards (0 sp.)
      30. Trigonospora Holttum (7 spp.)
      31. Pseudocyclosorus Ching (13 spp.)
      32. ×Glaphypseudosorus Hong M.Liu, Schuettp. & H.Schneid. (0 sp.)
      33. Christella Lév. (70 spp.)
      34. Pronephrium C. Presl (40 spp.)
      35. Reholttumia S.E. Fawc. & A.R. Sm. (28 spp.)
      36. Pneumatopteris Nakai (32 spp.)
      37. Sphaerostephanos J. Sm. (192 spp.)

  14. Familia Woodsiaceae (A. Gray) Herter (51 spp.)
    1. Woodsia R. Br. (31 spp.)
    2. ×Woodsimatium Li Bing Zhang, N.T.Lu & X.F.Gao (0 sp.)
    3. Physematium Kaulf. (20 spp.)

  15. Familia Onocleaceae Pic. Serm. (5 spp.)
    1. Matteuccia Tod. (1 sp.)
    2. Onocleopsis Ballard (1 sp.)
    3. Onoclea L. (1 sp.)
    4. Pentarhizidium Hayata (2 spp.)

  16. Familia Blechnaceae Newman (265 spp.)
    1. Subfamilia Woodwardioideae Gasper, V. A. O. Dittrich & Salino
      1. Lorinseria C. Presl (1 sp.)
      2. Anchistea C. Presl (1 sp.)
      3. Woodwardia J. E. Sm. (13 spp.)

    2. Subfamilia Stenochlaenoideae (Ching) J. P. Roux
      1. Salpichlaena Hook. (4 spp.)
      2. Telmatoblechnum Perrie, D. J. Ohlsen & Brownsey (2 spp.)
      3. Stenochlaena J. Sm. (6 spp.)

    3. Subfamilia Blechnoideae Gasper, V. A. O. Dittrich & Salino
      1. Struthiopteris Scop. (3 spp.)
      2. Brainea J. Sm. (1 sp.)
      3. Spicantopsis Nakai (3 spp.)
      4. Sadleria Kaulf. (6 spp.)
      5. Cleistoblechnum Gasper & Salino (1 sp.)
      6. Blechnidium T. Moore (1 sp.)
      7. Blechnopsis C. Presl (2 spp.)
      8. Lomaridium C. Presl (16 spp.)
      9. Lomaria Willd. (6 spp.)
      10. Icarus Gasper & Salino (1 sp.)
      11. Cranfillia Gasper & V. A. O. Dittrich (24 spp.)
      12. Blechnum L. (23 spp.)
      13. Austroblechnum Gasper & V. A. O. Dittrich (34 spp.)
      14. Neoblechnum Gasper & V. A. O. Dittrich (1 sp.)
      15. Oceaniopteris Gasper & Salino (8 spp.)
      16. Doodia R. Br. (19 spp.)
      17. Diploblechnum Hayata (6 spp.)
      18. Lomariocycas J. Sm. (18 spp.)
      19. Parablechnum C. Presl (65 spp.)

  17. Familia Athyriaceae Alston (769 spp.)
    1. Deparia Hook. & Grev. (79 spp.)
    2. Anisocampium C. Presl (4 spp.)
    3. Cornopteris Nakai (14 spp.)
    4. Pseudathyrium Newman (2 spp.)
    5. ×Schnellerathyrium Hong M.Liu, Schuettp. & H.Schneid. (0 sp.)
    6. Ephemeropteris R. C. Moran & Sundue (3 spp.)
    7. Athyrium Roth (181 spp.)
    8. Diplazium Sw. (486 spp.)

  18. Familia Hypodematiaceae Ching (26 spp.)
    1. Hypodematium Kunze (23 spp.)
    2. Leucostegia C. Presl (3 spp.)

  19. Familia Didymochlaenaceae Ching ex Li Bing Zhang & Liang Zhang (12 spp.)
    1. Didymochlaena Desv. (12 spp.)

  20. Familia Dryopteridaceae Herter (2149 spp.)
    1. Subfamilia Polybotryoideae H. M. Liu & X. C. Zhang
      1. Polybotrya Willd. (39 spp.)
      2. Maxonia C. Chr. (1 sp.)
      3. Cyclodium C. Presl (13 spp.)
      4. ×Cyclobotrya Engels & Canestraro (0 sp.)
      5. Olfersia Raddi (4 spp.)
      6. Trichoneuron Ching (1 sp.)
      7. Polystichopsis (J. Sm.) Holttum (7 spp.)
      8. Stigmatopteris C. Chr. (26 spp.)

    2. Subfamilia Elaphoglossoideae (Pic. Serm.) Crabbe, Jermy & Mickel
      1. Bolbitis Schott (67 spp.)
      2. Lomagramma J. Sm. (18 spp.)
      3. Arthrobotrya J. Sm. (3 spp.)
      4. Teratophyllum Mett. ex Kuhn (10 spp.)
      5. Mickelia R. C. Moran, Labiak & Sundue (10 spp.)
      6. Elaphoglossum Schott ex J. Sm. (755 spp.)
      7. Pleocnemia C. Presl (20 spp.)
      8. Rumohra Raddi (10 spp.)
      9. Megalastrum Holttum (99 spp.)
      10. Lastreopsis Ching (21 spp.)
      11. Parapolystichum Keyserl. (30 spp.)

    3. Subfamilia Dryopteridoideae B. K. Nayar
      1. Ctenitis C. Chr. ex C. Chr. (144 spp.)
      2. Atalopteris Maxon (3 spp.)
      3. Phanerophlebia C. Presl (10 spp.)
      4. Polystichum Roth (405 spp.)
      5. ×Dryostichum W. H. Wagner (0 sp.)
      6. Cyrtomium C. Presl (37 spp.)
      7. Dryopteris Adans. (343 spp.)
      8. Arachniodes Blume (73 spp.)

  21. Familia Lomariopsidaceae Alston (61 spp.)
    1. Cyclopeltis J. Sm. (7 spp.)
    2. Dryopolystichum Copel. (1 sp.)
    3. Dracoglossum Christenh. (2 spp.)
    4. Lomariopsis Fée (51 spp.)

  22. Familia Nephrolepidaceae Pic. Serm. (29 spp.)
    1. Nephrolepis Schott (29 spp.)

  23. Familia Tectariaceae Panigrahi (338 spp.)
    1. Triplophyllum Holttum (27 spp.)
    2. Hypoderris R. Br. (3 spp.)
    3. Tectaria Cav. (271 spp.)

  24. Familia Pteridryaceae Li Bing Zhang, X. M. Zhou, Liang Zhang & N. T. Lu (28 spp.)
    1. Malaifilix Li Bing Zhang & Schuettp. (1 sp.)
    2. Draconopteris Li Bing Zhang & Liang Zhang (1 sp.)
    3. Polydictyum C. Presl (4 spp.)
    4. Pteridrys C. Chr. & Ching (22 spp.)

  25. Familia Arthropteridaceae H. M. Liu, Hovenkamp & H. Schneid.
    1. Arthropteris J. Sm. (13 spp.)

  26. Familia Oleandraceae (J. Sm.) Ching ex Pic. Serm. (30 spp.)
    1. Oleandra Cav. (30 spp.)

  27. Familia Davalliaceae (Gaudich.) M. R. Schomb. (65 spp.)
    1. Davallia J. E. Sm. (65 spp.)

  28. Familia Polypodiaceae J. & C. Presl (1718 spp.)
    1. Subfamilia Loxogrammoideae H. Schneid.
      1. Dictymia J. Sm. (2 spp.)
      2. Loxogramme (Blume) C. Presl (39 spp.)

    2. Subfamilia Platycerioideae B. K. Nayar
      1. Platycerium Desv. (17 spp.)
      2. Hovenkampia Li Bing Zhang & X. M. Zhou (3 spp.)
      3. Pyrrosia Mirb. (65 spp.)

    3. Subfamilia Microsoroideae B. K. Nayar
      1. Tribus Thylacoptereae C. C. Chen & H. Schneider
        1. Thylacopteris Kunze ex J. Sm. (3 spp.)

      2. Tribus Goniophlebieae C. C. Chen & H. Schneider
        1. Goniophlebium (Blume) C. Presl (32 spp.)

      3. Tribus Lecanoptereae C. C. Chen & H. Schneider
        1. Bosmania Testo (3 spp.)
        2. Lecanopteris Reinw. (24 spp.)

      4. Tribus Microsoreae V. N. Tu
        1. Microsorum Link (42 spp.)
        2. Leptochilus Kaulf. (37 spp.)
        3. Podosorus Holttum (1 sp.)

      5. Tribus Lepisoreae Ching ex E. Hennipman, P. Veldhoen & K. U. Kramer
      6. Lepisorus (J. Sm.) Ching (95 spp.)

    4. Subfamilia Crypsinoideae B. K. Nayar
      1. Synammia C. Presl (3 spp.)
      2. Drynaria (Bory) J. Sm. (33 spp.)
      3. Selliguea Bory (124 spp.)

    5. Subfamilia Polypodioideae Sw.
      1. Phlebodium (R. Br.) J. Sm. (3 spp.)
      2. ×Phlebosia Viane & Pompe (0 sp.)
      3. Pecluma M. G. Price (48 spp.)
      4. Pleopeltis Humb. & Bonpl. ex Willd. (91 spp.)
      5. Polypodium L. (51 spp.)
      6. Pleurosoriopsis Fomin (1 sp.)

    6. Subfamilia Campyloneuroideae X. C. Zhang & R. Wei
      1. Niphidium J. Sm. (11 spp.)
      2. Microgramma C. Presl (32 spp.)
      3. Campyloneurum C. Presl (64 spp.)

    7. Subfamilia Adetogrammoideae X. C. Zhang & R. Wei
      1. Adetogramma T. E. Almeida (1 sp.)

    8. Subfamilia Serpocauloideae X. C. Zhang & R. Wei
      1. Serpocaulon A. R. Sm. (37 spp.)

    9. Subfamilia Grammitidoideae Parris & Sundue
      1. Terpsichore A. R. Sm. (16 spp.)
      2. Adenophorus Gaudich (11 spp.)
      3. Parrisia Shalisko & Sundue (2 spp.)
      4. Lomaphlebia J. Sm. (2 spp.)
      5. Cochlidium Kaulf. (17 spp.)
      6. Grammitis Sw. (26 spp.)
      7. Leucotrichum Labiak (6 spp.)
      8. Alansmia M. Kessler, Moguel, Sundue & Labiak (24 spp.)
      9. Ceradenia L. E. Bishop (77 spp.)
      10. Enterosora Baker (28 spp.)
      11. Ascogrammitis Sundue (18 spp.)
      12. Mycopteris Sundue (18 spp.)
      13. Galactodenia Sundue & Labiak (5 spp.)
      14. Melpomene A. R. Sm. & R. C. Moran (30 spp.)
      15. Lellingeria A. R. Sm. & R. C. Moran (52 spp.)
      16. Luisma M. T. Murillo & A. R. Sm. (1 sp.)
      17. Stenogrammitis Labiak (25 spp.)
      18. Moranopteris R. Y. Hirai & J. Prado (32 spp.)
      19. Nanogrammitis Parris, Li Bing Zhang, X. M. Zhou & Liang Zhang (7 spp.)
      20. Rouhania Li Bing Zhang, X. M. Zhou, Jian Jun Yang & Liang Zhang (7 spp.)
      21. Chrysogrammitis Parris (2 spp.)
      22. Dasygrammitis Parris (8 spp.)
      23. Devolia Li Bing Zhang, X. M. Zhou, Jian Jun Yang & Ralf Knapp (1 sp.)
      24. Boonkerdia Li Bing Zhang, Pollawatn, X. M. Zhou & Liang Zhang (3 spp.)
      25. Tomophyllum (E. Fourn.) Parris (37 spp.)
      26. Scleroglossum Alderw. (10 spp.)
      27. Micropolypodium Hayata (3 spp.)
      28. Xiphopterella Parris (14 spp.)
      29. Calymmodon C. Presl (60 spp.)
      30. Ctenopterella Parris (10 spp.)
      31. Grammitastrum (E. Fourn.) Parris, Sundue, Li Bing Zhang & X. M. Zhou (1 sp.)
      32. Thalassogrammitis Parris, Sundue, Li Bing Zhang & X. M. Zhou (1 sp.)
      33. Howeogrammitis Parris, Sundue, Li Bing Zhang & X. M. Zhou (1 sp.)
      34. Grammitis p. p. (2 spp.)
      35. Notogrammitis Parris (12 spp.)
      36. Aenigmatogrammitis Parris (2 spp.)
      37. Oxygrammitis Parris & Sundue (2 spp.)
      38. Acrosorus Copel. (9 spp.)
      39. Glabrigrammitis Li Bing Zhang, X. M. Zhou, Jian Jun Yang & Parris (2 spp.)
      40. Calligrammitis Parris, Sundue, Li Bing Zhang, X. M. Zhou & Ralf Knapp (2 spp.)
      41. Archigrammitis Parris (7 spp.)
      42. Prosaptia C. Presl (72 spp.)
      43. Oreogrammitis Copel. (191 spp.)

- Grammitidaceae Newman; sinonim od Polypodiaceae